# 허니 트랩♪
〈허니 트랩♪〉(일본어: ハニーとラップ♪)은 일본의 걸 그룹 에비스 마스캇츠가 발표한 6번째 싱글 앨범이자, 포니 캐년에서 발표한 첫 번째 싱글이다.
싱글 앨범은 총 네 가지 포맷으로 발매되었다. 우선 초회판이 A, B, C 세가지로 구성되었으며, 각각 〈멋대로 곤잘레스〉, 〈고고… 프루카와〉, 〈엄마〉라는 커플링곡이 담겨있다. 통상판은 초회판C와 구성이 같고, 뮤직비디오만 들어있지 않다.
이 싱글 앨범은 오리콘 주간 싱글차트에서 13위를 차지했다.

## 수록곡

### 초회판A
- 초회판A는 〈허니 트랩♪〉의 뮤직비디오가 들어있는 DVD가 동봉되어있으며, 앨범의 표지 모델은 아사미 유마였다. 커플링곡은 사야마 아이와 키자키 제시카로 구성된 유닛 〈곤잘레스 사야마 feat 제시카〉가 불렀다.

| #            | 제목                                       | 작사         | 작곡         | 편곡         | 재생 시간 |
| ------------ | ------------------------------------------ | ------------ | ------------ | ------------ | --------- |
| 1.           | 〈〈허니 트랩♪〉〉 (ハニーとラップ♪)       | Maccoi       | Jam & Lice   | Jam & Lice   | 4:04      |
| 2.           | 〈〈멋대로 곤잘레스〉〉 (勝手にゴンザレス) | Maccoi       | Jam & Lice   | Jam & Lice   | 4:02      |
| 3.           | 〈〈허니 트랩♪〉〉 (original karaoke)      | Maccoi       | Jam & Lice   | Jam & Lice   | 4:04      |
| 4.           | 〈〈멋대로 곤잘레스〉〉 (original karaoke) | Maccoi       | Jam & Lice   | Jam & Lice   | 4:00      |
| 총 재생 시간 | 총 재생 시간                               | 총 재생 시간 | 총 재생 시간 | 총 재생 시간 | 16:10     |

### 초회판B
- 초회판B는 〈고고… 프루카와〉의 뮤직비디오가 들어있는 DVD가 동봉되어있으며, 앨범의 표지 모델은 아오이 소라였다. 커플링곡은 루카와 리나와 니시노 쇼, 시노하라 사에미로 구성된 유닛 〈프루카와 전사〉가 불렀다.[주 1]

| #            | 제목                                       | 작사         | 작곡         | 편곡         | 재생 시간 |
| ------------ | ------------------------------------------ | ------------ | ------------ | ------------ | --------- |
| 1.           | 〈〈허니 트랩♪〉〉 (ハニーとラップ♪)       | Maccoi       | Jam & Lice   | Jam & Lice   | 4:04      |
| 2.           | 〈〈고고… 프루카와〉〉 (ゴーゴー…プルカワ) | Maccoi       | Jam & Lice   | Jam & Lice   | 4:07      |
| 3.           | 〈〈허니 트랩♪〉〉 (original karaoke)      | Maccoi       | Jam & Lice   | Jam & Lice   | 4:04      |
| 4.           | 〈〈고고… 프루카와〉〉 (original karaoke)  | Maccoi       | Jam & Lice   | Jam & Lice   | 4:05      |
| 총 재생 시간 | 총 재생 시간                               | 총 재생 시간 | 총 재생 시간 | 총 재생 시간 | 16:21     |

### 초회판C/통상판
- 초회판C는 〈엄마〉의 뮤직비디오가 들어있는 DVD가 동봉되어있으며, 앨범의 표지 모델은 요시자와 아키호였다. 커플링곡은 에비스 마스캇츠 멤버 전원이 불렀다. 초회판C와 통상판의 차이는 DVD의 유무와 표지 모델이 Rio인 점이며, 이를 제외하고서는 구성이 모두 동일하다.

| #            | 제목                                  | 작사         | 작곡         | 편곡         | 재생 시간 |
| ------------ | ------------------------------------- | ------------ | ------------ | ------------ | --------- |
| 1.           | 〈〈허니 트랩♪〉〉 (ハニーとラップ♪)  | Maccoi       | Jam & Lice   | Jam & Lice   | 4:04      |
| 2.           | 〈〈엄마〉〉 (おかあさん)             | Maccoi       | Jam & Lice   | Jam & Lice   | 4:27      |
| 3.           | 〈〈허니 트랩♪〉〉 (original karaoke) | Maccoi       | Jam & Lice   | Jam & Lice   | 4:04      |
| 4.           | 〈〈엄마〉〉 (original karaoke)       | Maccoi       | Jam & Lice   | Jam & Lice   | 4:27      |
| 총 재생 시간 | 총 재생 시간                          | 총 재생 시간 | 총 재생 시간 | 총 재생 시간 | 17:02     |

## 같이 보기
- 에비스 마스캇츠
- 에비스 마스캇츠의 콘서트 투어 목록
- 오네다리 마스캇토SP!

### 주해주
1. ↑  결성 당시에는 사쿠라기 린과 루카와 리나로 이루어졌으나, 이 시기에 사쿠라기 린이 컨디션 난조로 장기간 활동을 중지해 대체되었다.

### 참조주
1. ↑  “ハニーとラップ♪(初回盤A)” (일본어). 오리콘. 2015년 10월 26일에 원본 문서에서 보존된 문서. 2015년 10월 26일에 확인함.
2. ↑  “ハニーとラップ♪(初回盤B)” (일본어). 오리콘. 2015년 10월 26일에 원본 문서에서 보존된 문서. 2015년 10월 26일에 확인함.
3. ↑  “ハニーとラップ♪(初回盤C)” (일본어). 오리콘. 2015년 10월 26일에 원본 문서에서 보존된 문서. 2015년 10월 26일에 확인함.
4. 1 2  “ハニーとラップ♪=” (일본어). 오리콘. 2015년 10월 26일에 원본 문서에서 보존된 문서. 2015년 10월 26일에 확인함.